# Abdurahman Abubakar
Abdurahman Abubakar Issa (3 agosto 1990) è un calciatore qatariota, difensore della Nazionale qatariota, attualmente svincolato.

## Carriera

### Nazionale
Ha esordito in Nazionale nel 2014.